# Claude-Louis Rousseau
Pour les articles homonymes, voir Rousseau.
Claude-Louis Rousseau (Paris, 2 novembre 1735 – Blois, 7 octobre 1810) est un prélat français du XIXe siècle, évêque de Coutances puis évêque d'Orléans.

## Biographie
Né à Paris le 2 novembre 1735, évêque concordataire de Coutances préconisé (en) le 9 avril 1802, Claude-Louis Rousseau est sacré à Paris le 25 avril suivant par Étienne-Hubert de Cambacérès, assisté d'Antoine-Eustache d'Osmond et René des Monstiers de Mérinville. Ses bulles ne seraient datées que de la veille des nones d'octobre 1804.
Transféré à l'évêché d'Orléans le 22 mars 1807 (bulles du 3 août 1807), il s'y installe le 6 octobre 1807. Il meurt trois ans plus tard à Blois et est inhumé dans le cimetière de cette ville.
Baron de l'Empire depuis le 8 mai 1808, il est également membre de la Légion d'honneur.

## Lignée épiscopale
1. Claude-Louis Rousseau (1802) ;
2. Étienne Hubert de Cambacérès (1802) ;
3. Giovanni Battista Caprara Montecuccoli (1766) ;
4. Carlo della Torre di Rezzonico (pape sous le nom de Clément XIII) (1743) ;
5. Prospero Lorenzo Lambertini (pape sous le nom de Benoît XIV) (1724) ;
6. Pietro Francesco Orsini de Gravina, en religion Vicenzo Maria Orsini (pape sous le nom de Benoît XIII), ordre des Prêcheurs (1675) ;
7. Paluzzo Paluzzi Altieri degli Albertoni (1666) ;
8. Ulderico Carpegna (1630) ;
9. Luigi Caetani (1622) ;
10. Ludovico Ludovisi (1621) ;
11. l'archevêque Galeazzo Sanvitale (1604) ;
12. Girolamo Bernerio, ordre des Prêcheurs (1586) ;
13. Giulio Antonio Santorio (1566) ;
14. Scipione Rebiba.

## Publications
On a de lui :
- Discours de Mgr l'évêque de Coutances : prononcé dans l'église de Notre-Dame-des-Champs à Avranches, le 11 fructidor an X, à la suite de la procession générale de tout le clergé, impr. de Boulanger, 4 p. (lire en ligne) ;
- Discours de Mgr l'évêque d'Orléans : prononcé le 8 mai 1808, dans l'hôtel de ville d'Orléans, à l'inauguration du portrait de sa majesté l'Empereur et Roi, impr. de Rouzeau-Montaud, 3 p. (lire en ligne) ;

## Titre
- Baron Rousseau et de l'Empire (lettres patentes de mai 1808, Bayonne[2]) ;

## Distinction
- Légionnaire[1] ;

## Armoiries
| Figure | Blasonnement |
|        | Armes de Claude-Louis Rousseau (1802-1808) D'abord ses initiales entrelacées. |
|        | Armes du baron Rousseau et de l'Empire (1808-1810) Tiercé en pal de sinople, d'argent et de sable sur le sinople d'un coq passant d'or sur l'argent de trois scarabées de sable rangés en pals brochant sur le tout, quartier des barons évêques. (« Alias » : Tiercé en pal : de sinople au coq d'or ; d'argent à 3 scarabées de sable en pal ; de sable plein ; au franc canton de baron-évêque.). On trouve aussiAbeilles au lieu de scarabées. Son sceau à impression donne des fourmis ailées. Sur son tombeau, au cimetière de Blois, on a figuré des abeilles ; on a fait aussi, pour la troisième partition, des hachures diagonales, ce qui donne en héraldique la sanguine, émail inusité en France. - Livrées : gris de fer, blanc et jaune. |